# Lars R. Melander
Lars R. Melander, finski general, * 1896, † 1962.